# 特別目的事業体
特別目的事業体（とくべつもくてきじぎょうたい、英:special-purpose vehicle, SPV）は、証券化やプロジェクト・ファイナンスを目的とする事業。特別目的事業体やSPE (special-purpose entity) とも呼ばれる。法人格を有するものは特別目的会社（とくべつもくてきがいしゃ、英:special-purpose company, SPC）と呼ばれ、国際投信を営んだり、大口ユーロ債を発行したりする。SPCはオリジネーター等の連結対象外にする、あるいはオフバランス化する手段となる。たとえばエンロンの粉飾決算やライブドア事件、そして世界金融危機までに繰り返されたOTD金融である。シャドー・バンキング・システムは、特別目的事業体にきわめて強く依拠している。

## 主なSPV

### 信託型のSPV
- 信託 (信託法)
  - 特定目的信託 （資産の流動化に関する法律）（SPTと略すことも。）
  - 投資信託 （投資信託及び投資法人に関する法律）
  - 特定持分信託 （資産の流動化に関する法律） - 特定目的会社の特定持分の保有者として。
- 外国法上の信託： ケイマンの信託など。なお、同法域の慈善信託はSPCの株主として利用される。

### 組合型のSPV
- 任意組合 （民法）
- 投資事業有限責任組合 （投資事業有限責任組合契約に関する法律）
- 外国法上の組合類似の企業形態： ケイマンのリミテッド・パートナーシップなど。

### 法人格のあるSPV (SPC)
- 特定目的会社 （資産の流動化に関する法律) - TMK（Tokutei Mokuteki Kaisha より）と略す。SPC（Specific Purpose Company 又は Specified Purpose Company より）と略すこともある（「SPC法」など）。
- 株式会社、合同会社、有限会社 - GK-TKスキーム等
- （会社法施行前の商法、会社法） - 株式会社をKK、合同会社をGK、有限会社をYKと略す。有限会社は廃止され、現在は特例有限会社として存続するのみ。
- 外国会社 - ケイマンのリミテッド・カンパニーやルクセンブルクのSARLなどがよく用いられる。
- 投資法人 （投資信託及び投資法人に関する法律）
- 有限責任中間法人 （中間法人法） - SPCの親法人として。CHと略す。廃止。
- 一般社団法人 （一般社団法人及び一般財団法人に関する法律） - SPCの親法人として。

## 譲り受け所有する資産の種類
- 金銭債権 - ローン、社債などのクレジット（信用）
- 不動産 - 土地、建物など
- コンテンツ等の著作権、版権等
- 事業（トラッキングストック（事業部門株）の様なもの）
- 上記資産を信託した場合の信託受益権 - 一般的には優先受益権、メザニン受益権のみをSPVに譲渡する
- デリバティブ等

SPVが所有する資産は、原所有者であるオリジネーターの倒産の影響を受けないようにする（譲渡資産の真正売買）。これは信用格付けを取得する際においては かなり重要な要素である。また、これによって対象資産の収益のみに限定して投資を行うため、オリジネーターにとってはノンリコースによる資金調達が可能になる。

## 資金の調達方法
- 会社を用いた場合の資金調達方法
  - 社債の発行
  - ローン
  - 各種エクイティ(残余価値を請求できる地位、匿名組合出資、優先出資、優先株発行など)
- 信託を用いた場合の資金調達方法
  - 受益権の売却による方法
  - 信託の受益権を担保とした社債の発行

## 導管体としての限界
SPVは単なる資金調達のための器（conduit）でしかないため、譲受資産から得られる収益から調達金利や必要なコスト等を差し引いて残った利益に対して、課税されずに投資家、あるいはオリジネーター（資産原所有者）へ還元する必要がある。そこで、たとえば、常に純利益を0とする、もしくは初年度に大幅な欠損金を計上し、それ以降の期においてはその欠損金を利益で徐々に埋める。
純利益を常に0とする方法では、会社の場合は匿名組合を用いて、利益を匿名組合配当として還元する方法や、特定目的会社の場合は税制優遇を利用して、社員への配当を利益の90%以上行うことで実現する方法、信託を用いる場合は常に信託会計上のP/L（損益計算書）は0になるようになっているためにこれを実現することが出来る。
SPVは単なる器に過ぎないため、例えばSPVが金銭債権をオリジネーターから譲り受けた場合であっても、SPV自体が元利金の回収を行うことは当然不可能である。そのため、通常SPVとオリジネーター間にはサービシング契約を締結し、オリジネーターが当該債権の回収業務をSPVに代わって行うことが通例となっている（債権回収会社となる）。その際、オリジネーター兼サービサーに対してはSPVからサービシング報酬を支払う事が一般的である。
しかし、サービサーがオリジネーターであると言うことは、SPVに対してオリジネーターから譲渡した資産であっても、当該資産がオリジネーターの倒産リスクに晒されることとなる。これを排除するため、通常はSPVは1人（=1社）以上のバックアップサービサーを準備することが一般的である。これにより、オリジネーターが破綻した場合であっても代わりにバックアップサービサーがサービシングを行う事でSPVが保有する資産を滞りなく回収することが出来る。ただし、その場合でも資産の劣化は否めない。